# Soledad Bescos
Soledad Bescos és una periodista cultural. Fundadora i directora del festival Paco de Lucia.
El 2025 fou inclosa a la llista Forbes de les 50 dones més influents de les Balears.